# Kim thất lá tô mách
Kim thất lá tô mách (danh pháp khoa học: Gynura lycopersicifolia) là một loài thực vật có hoa trong họ Cúc. Loài này được DC. mô tả khoa học đầu tiên năm 1838.